# American Eagle Outfitters
 (septembre 2014).
Si vous disposez d'ouvrages ou d'articles de référence ou si vous connaissez des sites web de qualité traitant du thème abordé ici, merci de compléter l'article en donnant les références utiles à sa vérifiabilité et en les liant à la section « Notes et références ».
Pour les articles homonymes, voir American Eagle et AEO.
American Eagle Outfitters (parfois abrégé AEO) est une chaîne de vêtement américaine. La chaîne est aussi implantée au Canada, en Israël, aux Émirats arabes unis, en Chine, au Liban, au Maroc, au Mexique et au Japon.
American Eagle possède en outre une chaîne de magasins de vêtements de nuit, Aerie, qui se retrouve souvent dans les mêmes centres commerciaux que les boutiques American Eagle. Dans les centres commerciaux n'ayant pas d'Aerie, un petit éventail de produits de cette marque se retrouve dans les boutiques American Eagle. 

## Succursales au Québec
Les seules succursales de la chaîne dans des pays francophones sont dans la province de Québec au Canada : aux Promenades Saint-Bruno, Quartier DIX30, Carrefour Laval, Montreal Premium Outlets à Mirabel, Fairview Pointe-Claire, au Centre-Ville de Montréal sur la rue Ste-Catherine Ouest, Laurier Québec, Galeries de la Capitale et au Centre Rockland.
La marque Aerie est, quant à elle, aussi présente au Québec, mais avec moins de points de vente : au centre-ville de Montréal, elle est combinée avec le magasin American Eagle ; à Pointe-Claire, Laval et Saint-Bruno, elle possède son propre local. Le Eagle fait référence au pygargue à tête blanche, l'oiseau national des États-Unis d'Amérique.

## Magasins dans le monde

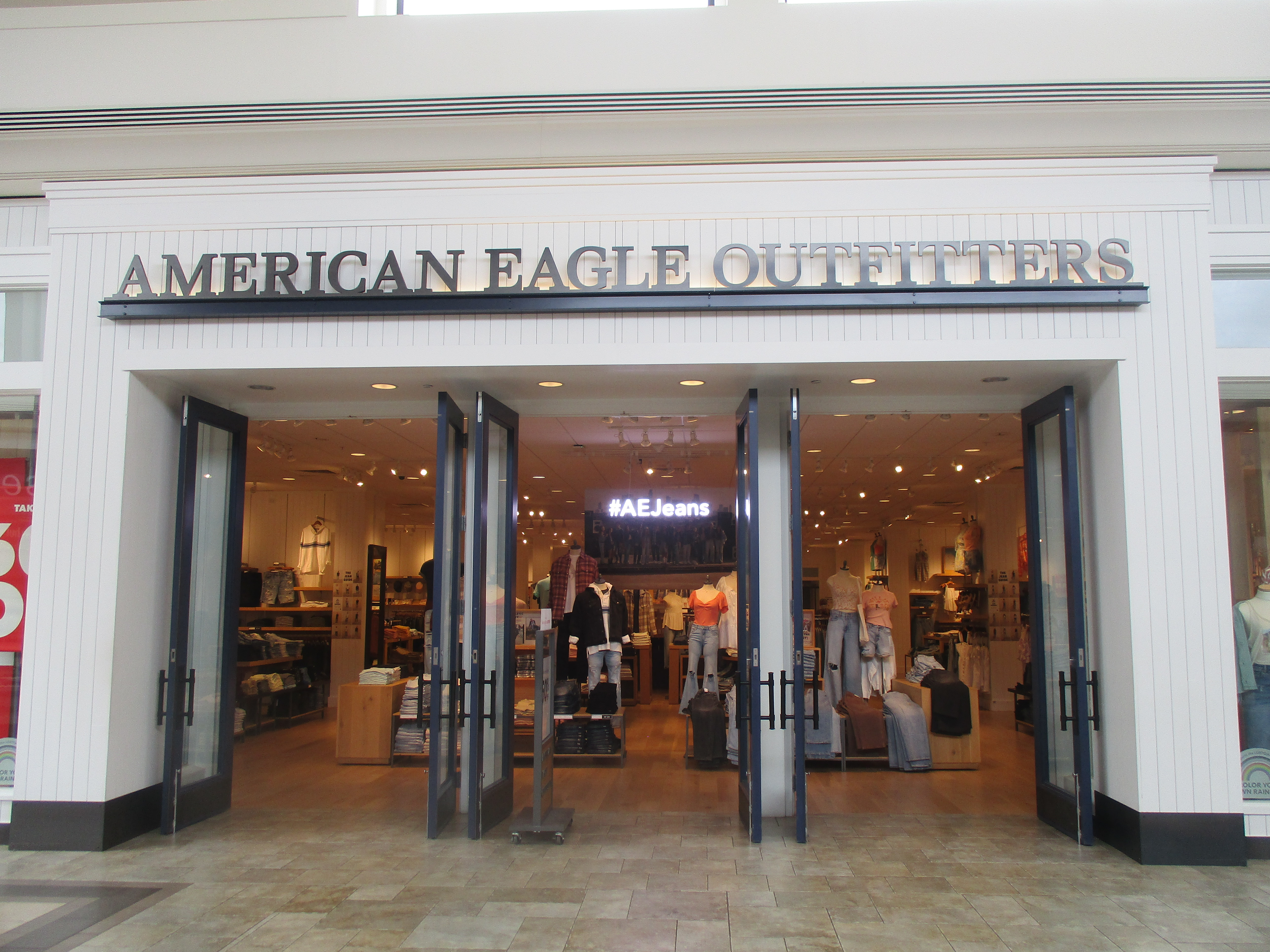
Un magasin American Eagle Outfitters à Peterborough, au Canada.

| Afrique: - Tanzanie: 1 Amérique: - Pérou: 1 Europe: - Russie: 4 - Grèce: 3 | Asie: - Oman: 1 |